# Альфа-кетоамиды
α-кетоамиды это производные убенимекса, известного также более широко, как бестатин.  Также как бестатин они являются ингибиторами аминопептидаз. Поскольку активность аминопептидаз влияет на работу клеточных протеасом, а также на иммунный ответ, она признана привлекательной фармакологической мишенью для потенциальной терапии против ряда заболеваний.
Особый интерес к α-кетоамидам появился после того как выяснилось что  основная протеаза Nsp5 (non-structural protein 5) коронавирусов SARS-CoV и SARS-CoV-2, также называемая 3CL^pro (3C-like protease)), представляющая собой привлекательную мишень для терапии (поскольку она существует только в вирусе, а не в людях), имеет структуру подавляемую рядом альфа-кетоамидных ингибиторов.
Испытание одного из разработанных α-кетоамидных ингибиторов, показало что ингаляции этого вещества в легкие (органа который более всего страдает при вирусной пневмонии) хорошо переносится подопытными мышами и у животных не было зафиксировано побочных эффектов.